# ويليام ستيل
ويليام ستيل (بالإنجليزية: William Steele)‏ هو ممثل أمريكي، ولد في 28 مارس عام 1888، بسان أنطونيو في الولايات المتحدة، وتوفي في 13 فبراير عام  1966، بلوس أنجلوس في الولايات المتحدة.

## وصلات خارجية
- ويليام ستيل على موقع IMDb (الإنجليزية)
- ويليام ستيل على موقع ألو سيني (الفرنسية)
- ويليام ستيل على موقع أول موفي (الإنجليزية)
- ويليام ستيل على موقع قاعدة بيانات الأفلام السويدية (السويدية)
- ويليام ستيل على موقع قاعدة بيانات الفيلم (الإنجليزية)
- ويليام ستيل على موقع كينوبويسك (الروسية)